# Saltator gris
Saltator coerulescens
Espèce
Statut de conservation UICN

 LC  : Préoccupation mineure
Le Saltator gris (Saltator coerulescens) est une espèce d'oiseaux de la famille des Thraupidae.

## Description
Cet oiseau mesure environ 21 cm de longueur pour une masse de 49 à 67 g.

## Répartition
Cette espèce vit en Amérique centrale et en Amérique du Sud : Mexique, Guatemala, Belize, Honduras, Salvador, Nicaragua, Costa Rica, Panama, Venezuela, Guyana, Guyane, Suriname, Colombie, Équateur, Pérou, Chili, Bolivie, Brésil, Paraguay, Uruguay et Argentine.

## Habitat
Cet oiseau peuple les forêts sèches et humides de plaine, les forêts dégradées, les maquis secs et humides, les prairies, les bords de cours d'eau et les zones urbaines.

## Liste de sous-espèces
Selon la classification de référence du Congrès ornithologique international (version 10.2, 2020) :
- sous-espèce Saltator coerulescens azarae d'Orbigny, 1839
- sous-espèce Saltator coerulescens brevicaudus Van Rossem, 1931
- sous-espèce Saltator coerulescens brewsteri Bangs & Penard, TE, 1918
- sous-espèce Saltator coerulescens coerulescens Vieillot, 1817
- sous-espèce Saltator coerulescens grandis (Deppe, 1830)
- sous-espèce Saltator coerulescens hesperis Griscom, 1930
- sous-espèce Saltator coerulescens mutus Sclater, PL, 1856
- sous-espèce Saltator coerulescens olivascens Cabanis, 1849
- sous-espèce Saltator coerulescens plumbeus Bonaparte, 1853
- sous-espèce Saltator coerulescens plumbiceps Baird, SF, 1867
- sous-espèce Saltator coerulescens superciliaris (Spix, 1825)
- sous-espèce Saltator coerulescens vigorsii Gray, GR, 1844
- sous-espèce Saltator coerulescens yucatanensis Berlepsch, 1912